# Kaakkosaari (ö i Jyväskylä, Säynätsalo)
Kaakkosaari är en ö i Päijännesjö i Finland. Den ligger i sjön Päijänne och i kommunen Jyväskylä i den ekonomiska regionen  Jyväskylä  och landskapet Mellersta Finland, i den södra delen av landet, 220 km norr om huvudstaden Helsingfors. Öns area är 4,2 hektar och dess största längd är 400 meter i öst-västlig riktning.